# Мир юрского периода: Лагерь мелового периода
Мир юрского периода: Лагерь мелового периода (англ. Jurassic World Camp Cretaceous) — американский научно-фантастический мультсериал события которого проходят во вселенной «Мира юрского периода». Выход первого сезона состоялся 18 сентября 2020 года на Netflix. Второй сезон вышел 22 января 2021 года. Выход третьего сезона состоялся 21 мая 2021 года. 4 сезон вышел 3 декабря 2021 года. Выход 5 сезона запланирован на июль 2022 года. Созданием мультсериала занимались DreamWorks и Amblin Entertainment.

## Сюжет
Подросток Дариус Боумен побеждает в видеоигре и получает возможность посетить приключенческий лагерь с динозаврами на острове Нублар. На месте Дариус знакомится с пятью другими подростками, которые также были отобраны для этого приключения. Однако, когда динозавры вырываются из своих вольеров, находящимся на острове детям приходится совместно выживать.

## Роли озвучивали

### Главные роли
- Пол-Микель Уильямс — Дариус Боумен
- Шон Джамброун — Бен Пинкус
- Каусар Мохаммед — Ясмина «Яз» Фадула
- Дженна Ортега — Бруклин
- Райан Поттер — Кэндзи Кон
- Рейни Родригес — Сэмми Гутьеррес

## Производство
По словам разработчика и продюсера-консультанта и мультсериала Зака Стенца, который также предложил идею сериала Universal Pictures, производство мультсериала началось ещё в апреле 2017 года. В июне 2018 года Скотт Кример взял на себя предпосылку и сценарий к пилотному эпизоду, написанный Стенцом, и работал над ранним дизайном. В 2019 году было объявлено, что мультсериал выйдет на Netflix в следующем году, действие будет происходить во время событий фильма «Мир юрского периода». Это совместный проект Netflix, Universal Pictures, Amblin Entertainment и DreamWorks Animation, Скотт Кример и Аарон Хаммерсли работали в качестве шоураннеров сериала, исполнительными продюсерами сериала вместе с Лэйном Луэрасом, Стивеном Спилбергом, Колином Треворроу и Фрэнком Маршаллом.
Спилберг не хотел, чтобы сериал был «детской версией» фильмов «Парк юрского периода», настаивая на том, чтобы молодые персонажи были помещены в опасные сценарии, как в фильмах. Кример и Хаммерсли присоединились к проекту после того, как ему был дан зелёный свет, и они разделили видение Спилберга. Они были вдохновлены различными фильмами Спилберга, которые часто изображали детей, сталкивающихся с опасностью. В отличие от фильмов «Парк юрского периода», где дети являются второстепенными персонажами, спасёнными взрослыми, сериал фокусируется на подростках и их усилиях по выживанию самостоятельно. Во время работы члены съёмочной группы несколько раз смотрели фильм «Мир юрского периода», чтобы развить связь между фильмом и сериалом, даже создавая карту острова Нублар, чтобы помочь в этом процессе.
По словам штатного автора Шилы Шринивас и редактора сюжета Джози Кэмпбелл, самыми сложными персонажами для создания были Яз и Бруклин. Сценаристы изо всех сил пытались найти способы сделать персонажей «приятными» для зрителей. Тем не менее, в конечном итоге они решили, что лучше всего было бы выявить слабые стороны персонажа, чтобы зрители сочувствовали каждому персонажу. Роль Дэйва была написана специально для Глена Пауэлла, что, по его словам, сделало озвучивание персонажа «лёгким и весёлым».
Будучи исполнительным продюсером, Треворроу сказал, что у него есть два правила, которые он сказал съёмочной группе: относиться к динозаврам как к реальным животным при создании сюжета и избегать анимации аэрофотосъёмки, чтобы сохранить сцены «на земле». Для создания мультсериала были использованы такие программы, как V-Ray, Autodesk Maya и Nuke. Пандемия COVID-19 началась во время производства, и съёмочной группе сериала пришлось работать из дома.
В сериале также представлена оригинальная музыка, написанная Лео Биренбергом, с использованием тем из саундтреков «Парка юрского периода» и «Мира юрского периода», написанных Джоном Уильямсом и Майклом Джаккино соответственно. В интервью Биренберг сказал, что впервые услышал о сериале от музыкального руководителя Алекса Никсона и Фрэнка Гарсии, с которыми он ранее работал над мультсериалом «Кунг-фу панда: Лапки судьбы», после того, как его порекомендовал Джаккино, с которым он уже встречался.
Второй сезон вышел 22 января 2021 года. Ранние черновики сезона рассматривали смерть персонажа Бена вскоре после его падения в финале первого сезона, но эти планы были отменены, и Бен выжил. Колин Треворроу присутствовал на виртуальной дискуссии на New York Comic Con 2020 года, состоявшейся в октябре, на которой он сказал, что второй сезон дал съёмочной группе «много свободы», так как первый сезон полностью зависел от контекста, найденного в «Мире юрского периода», а действие второго сезона происходило за шесть месяцев до начальной сцены в втором фильме.
В интервью Треворроу сказал Comic Book Resources, что появление торговли животными во втором фильме побудило сценаристов «Лагеря мелового периода» представить большую игру в качестве основного сюжетного момента второго сезона, чтобы научить детей, что эти проблемы всё ещё существуют. Когда его спросили о будущем сериала, Треворроу сказал Screen Rant, что у команды мультсериала уже был запланированный сюжет, который «унёс бы этих детей глубже в путешествие, которое всё дальше и дальше отдаляется от „Мира юрского периода“».
Третий сезон вышел 21 мая 2021 года. Во время начала производства над сезоном Кример сказал, что они «хотели, чтобы у детей была своя воля и они отдавали свою судьбу в свои руки […] мы хотели уделить немного времени и сделать что-то крутое, повеселиться и сделать то, чего мы не делали раньше, потому что не было времени на это, потому что дети всегда бежали за свою жизнь». Когда его спросили о переносе мультсериала во вселенную игровой «Мир юрского периода», он ответил: «Я бы никогда не сказал никогда. Насколько я знаю, нет никаких ближайших планов, чтобы это произошло, но было бы довольно круто, если бы это произошло». Вместе с Кримером и Рейни Родригес Треворроу анонсировал четвёртый сезон: «У нас есть начало, середина и конец. У нас [есть план], и концовка в поле зрения. Скотт и сценаристы выдвинули довольно захватывающий путь вперед». Треворроу объяснил, что в мультсериале не будет сцена извержения вулкана из второго фильма и сказал, что «если мы сможем рассказать весь сюжет, который мы здесь замышляли, который создали сценаристы, это действительно даст нам шанс пойти в некоторые действительно новые пространства, которые являются настоящим отходом от фильмов».
Четвёртый сезон вышел 3 декабря 2021 года. В интервью Кример подтвердил возвращение спинозавра, впервые показанного в «Парке юрского периода III», и сказал, что действие будет происходить на острове, «ранее невидаемом в «юрском каноне». Сценаристы изначально считали, что Б.Р.А.Д.ы были слишком нереалистичными для сериала. Однако после просмотра видео Boston Dynamics о роботах сценаристы решили включить их. Развивая отношения между Кенджи и Бруклином, Кример сказал, что идея была впервые поднята и отвергнута во время создания второго сезона. Он добавил: «Это детское шоу, и это не обязательно то, что вы бы сделали в „юрском периоде“. Но это было [как] естественное развитие. Если у вас шестеро детей на острове в течение шести месяцев, чувства будут развиваться. И мы хотели подойти к этому таким образом, чтобы это казалось органичным для шоу и имело смысл для наших персонажей»..
Пятый и последний сезон вышел 21 июля 2022 года.
Интерактивный спецвыпуск Hidden Adventure вышел 15 ноября 2022 года.

## Выход на видео
Первые три сезона были выпущены 3 мая 2022 года на DVD компанией Universal Pictures Home Entertainment..

## Приём
Мультсериал в целом был положительно принят критиками. На сайте Rotten Tomatoes его рейтинг «свежести» составляет 92 %.
На премии «Энни» в 2021 году мультсериал получил приз за лучшие эффекты.